# 新布法羅鎮區 (密歇根州)
新布法羅鎮區（英語：New Buffalo Township）是一個位於美國密歇根州貝林縣的行政鎮區。

## 人口
根據2020年美國人口普查的數據，新布法羅鎮區的面積為52.50平方千米，當中陸地面積為51.90平方千米，而水域面積為0.60平方千米。當地共有人口2455人，而人口密度為每平方千米47人。